# Rio Cioara (Baldovin)
O Rio Cioara é um rio da Romênia, afluente do Baldovin, localizado no distrito de Hunedoara.